# Alain Fournier (photographe)
Pour les articles homonymes, voir Alain Fournier et Fournier.
Alain Fournier est un photographe animalier français né le 10 novembre 1970 à Nîmes. Ses photos sont diffusées dans différentes agences, notamment BIOSphoto depuis 2009.

## Biographie
Originaire du Cailar dans le Gard, Alain Fournier devient photographe animalier professionnel en 2010, après avoir remporté plusieurs concours dans la spécialité.
Il est l’auteur de plusieurs livres de photographies, Alain Fournier collabore régulièrement avec des magazines spécialisés comme Image & Nature, Nat'Image et Terre Sauvage.

## Distinctions
Primé au Festival international de la photo animalière et de nature de Montier-en-Der en 2008, quatre fois avec quatre premiers prix à celui de Festimages (2012 : 5e Edition - 2013 : 6e Edition - 2015 : 8e Edition), et élu meilleur auteur Nature à la Fédération photographique de France (FPF) en 2008,.

## Expositions
Camargue Sauvage présentée au Festival international de la photo animalière et de nature de Montier-en-Der en 2010

## Livres
- Camargue de Thierry Vezon et Alain Fournier, texte de Catherine Grive, édité par Déclics Éditions en 2010  (ISBN 978-2847681949).
- Mercantour d’Alain Fournier, texte d’Anthony Serex, édité par Déclics Éditions en 2011  (ISBN 978-2847682397).
- Camargue Sauvage de Thierry Vezon et Alain Fournier, texte de Rozen Morvan et préfacé par Vincent Munier, édité par Biotope en 2011  (ISBN 978-2-36662-000-9).
- Insectes du Sud d’Alain Fournier, édité par les éditions Alcide en 2013  (ISBN 978-2-917743-47-8).
- Une vie de renard de Franco Limosani et Alain Fournier (texte), préfacé par Yves Fagniart, édité par les éditions Weyrich en 2019  (ISBN 978-2-87489-555-5).
- Cévennes sauvages d'Alain Fournier, édité par les éditions Alcide en 2020  (ISBN 978-2-37591-059-7).

## Publications
- Image & Nature n° 34, Guide pratique : La grande aigrette[7].
- Image & Nature n° 53, Guide pratique : L’échasse blanche[8].
- Nat’Images n° 6, Thaïlande : Les singes de Lopburi[9].
- Nat’Images n° 11, Camargue : Les flamant roses[10].
- Image & Nature n° 72, Une image - Une histoire [11].
- Nat'Images n° 26, Insectes du Sud [12].
- Image & Nature Hors-Série n° 12, Guide pratique : Le grèbe huppé[13].
- Macro Photographie n° 8, Portfolio et interview[14].
- Nat'Images n° 39, Sous le signe du condor [15]
- Image & Nature Hors-Série n° 19, Guide pratique : Mantes & co[16].
- Terre Sauvage n° 342, Le monde en images : Rainette méridionale bleue[17].
- Nat'Images n° 45, Rencontre avec la fée bleue : Rainette méridionale[18].
- Nat'Images n° 57, Sri Lanka, l'autre pays de la panthère[19].